# Barrage de Sarimehmet
Le barrage de Sarimehmet est un barrage de Turquie dans la province de Van. La rivière Karasu Cayı se jette dans le lac de Van.

## Sources
- (en) www.dsi.gov.tr/tricold/sarimehm.htm Site de l'agence gouvernementale turque des travaux hydrauliques